# بنکوی جعفری
بنکوی جعفری، روستایی از توابع بخش کربال شهرستان شیراز در استان فارس ایران است.

## جمعیت
این روستا در دهستان کربال قرار دارد و براساس سرشماری مرکز آمار ایران در سال ۱۳۸۵، جمعیت آن ۳۳۱ نفر (۷۴خانوار) بوده‌است.